# Віленське воєводство (1926—1939)
Ця стаття про воєводство в період між І і ІІ світовими війнами. Про воєводство у Великому князівстві Литовському дивіться статтю Віленське воєводство.
Віленське воєводство (пол. Województwo wileńskie, біл. Віленскае ваяводзтва, лит. Vilniaus vaivadija) було одним з воєводств Польщі з 1925 до анексії області Радянським Союзом і передачі її Литві у вересні 1939 року.
Його площа становила 29, 011 км² (було четвертим за площею польським воєводством) і з населенням (згідно з Польським переписом 1931) — 1 276 000. Було створене як польське воєводство в міжвоєнний період, у 1923, з об'єднання земель Серединної Литви і департаменту Вільно що було створено у 1920. Населення переважно поляки і білоруси, зі значною часткою етнічних меншин — польських і литовських євреїв, росіян і литовців.

## Розташування
Воєводство було розташоване в північно-східноій частині країни, і межувало з Радянським Союзом на сході, Литвою на заході, Латвією на півночі, Новгородським воєводством з півдня і Білостоцьким воєводством з південного заходу. Ландшафт плоский і місцями горбистий, з декількома озерами (найбільше озеро у міжвоєнній Польщі, було саме у цьому воєводстві). На 1 січня, 1937, лісові масиви складали 21,2% площі області (з національною середньою величиною 22,2%)

## Міста і адміністративний поділ
У 1922–1939 роки ділилося на 9 повітів:
- Браславський повіт  (площа 4 217 км², населення 143 100),
- Дісненський повіт  (площа 3 968 км², населення 159 900),
- Молодечненський повіт  (площа 1 898 км², населення 91 300),
- Ошмянський повіт  (площа 2 362 км², населення 104 600),
- Поставський повіт  (площа 3 050 км², населення 99 900),
- Свенцянський повіт  (площа 4 017 км², населення 136 500),
- Вілейський повіт  (Площа 3 427 км², населення 131 100),
- місто Вільно (з 1930)  (площа 105 км², населення 195 100),
- Вільно — Тракайський повіт   (Площа 5 967 км², населення 214 500.)

У 1931, найбільшим містом воєводства (і найбільшим в північно-східній Польщі) було Вільно, з 195 100 мешканцями. Більш віддалені території воєводства від Вільно були рідко населені і була відчутна нестача великих міських центрів. Всі інші міста були дуже маленькими, жодне з них не мало населення, більше, ніж 10 000 (до 1931).

## Населення

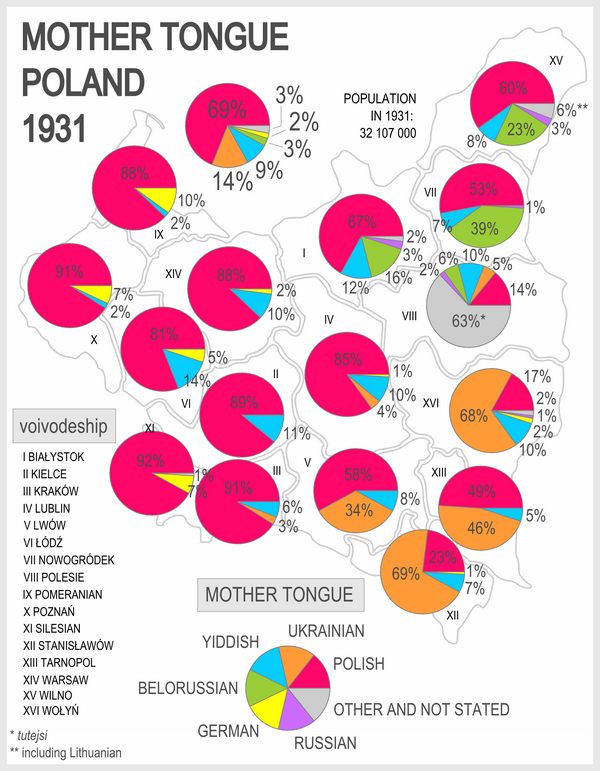
Кількість населення вважавших польську за рідну

У 1931 воєводство мало населення 1 276 000 осіб. Більшість населення були поляками (59.7% її вважали за рідну мову). Меншини: Білоруси (22.7%), Росіяни (3.4%), Євреї (8.5%) і Литовці (5.5%). Щільність населення склала 44 осіб/км².

## Кінець воєводства
Після зайняття Червоною армією у 1939 році, воєводство було поділене між Литвою та новоствореною Вілейською областю Білорусі.